# Cornelius Rost

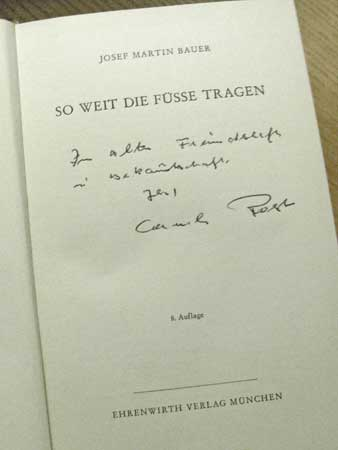
Exemplar von Soweit die Füße tragen mit Widmung von Cornelius Rost.

Cornelius Rost (* 27. März 1919 in Kufstein; † 18. Oktober 1983 in München) war ein deutscher Soldat im Zweiten Weltkrieg, der unter seinem Alias Clemens Forell bekannt wurde, unter dem er angeblich aus einem sibirischen Kriegsgefangenenlager entkam und auf abenteuerliche Weise 14.000 km durch die Sowjetunion und den Fernen Osten marschierte.
In drei Sendungen des Bayerischen Rundfunks am 2., 3. und 4. April 2010 kam der Journalist Arthur Dittlmann nach langjährigen Forschungsarbeiten zu dem Ergebnis, dass Rosts Schilderungen, abgesehen von weiteren Unwahrscheinlichkeiten sachlicher Art, nicht der Wahrheit entsprechen können; so sei er weder Offizier gewesen noch 1952 heimgekehrt, sondern bereits 1947.
Rosts vorgebliche Geschichte wurde 1955 von dem bayerischen Novellisten Josef Martin Bauer nach einem achtstündigen Tonbandinterview unter dem Titel So weit die Füße tragen niedergeschrieben und als Roman veröffentlicht. Vier Jahre später wurde der Roman in Form eines sechsteiligen Fernsehfilms erstmals für das Fernsehen produziert – mit Charakterdarsteller Heinz Weiss in der Hauptrolle und ebenfalls unter dem Titel So weit die Füße tragen (1959). Dieser Mehrteiler wurde einer der ersten Straßenfeger der frühen Bundesrepublik.
Jahre später wurde der Stoff erneut unter dem gleichnamigen Titel So weit die Füße tragen (2001) filmisch umgesetzt, allerdings mit deutlich veränderter Handlung.